# 塚原温泉
塚原温泉（つかはらおんせん）は、大分県由布市湯布院町塚原（旧国豊後国速見郡）の伽藍岳中腹にある温泉。国民保養温泉地「湯布院温泉郷」の一つをなす。鄙びた雰囲気を残し、その泉質から「湯布院の秘湯」を自称する。

## 泉質
- 硫酸塩泉
  - 源泉は緑色を呈する
  - アルミニウム・鉄分の含有量が多い。
  - pH=1.5

全国第1位の鉄イオンの含有量と第2位の強酸性（1位は玉川温泉）及び第2位のアルミニウムイオン含有量の泉質で知られる。酸性の強さは玉川温泉や蔵王温泉とほぼ同等だが、成分量では塚原温泉が群を抜き、人間の生理食塩水と同等の「等張性温泉」である。石鹸は泡立たない。皮膚に対する効能があるとされ、アトピー性皮膚炎に悩む人々も多く訪れる。水虫など感染機序が関与した疾患には効果があるとされる。日本三大薬湯の一つとしても知られる。

## 効能
慢性皮膚炎、糖尿病、打ち身、切り傷、疲労回復、関節のこわばり、やけど、くじき、筋肉痛、神経痛、五十肩、病気回復期、痔疾、月経障害、動脈硬化症、関節痛、慢性婦人病、慢性消化器病、冷え性、運動マヒ、健康増進。

## 温泉街

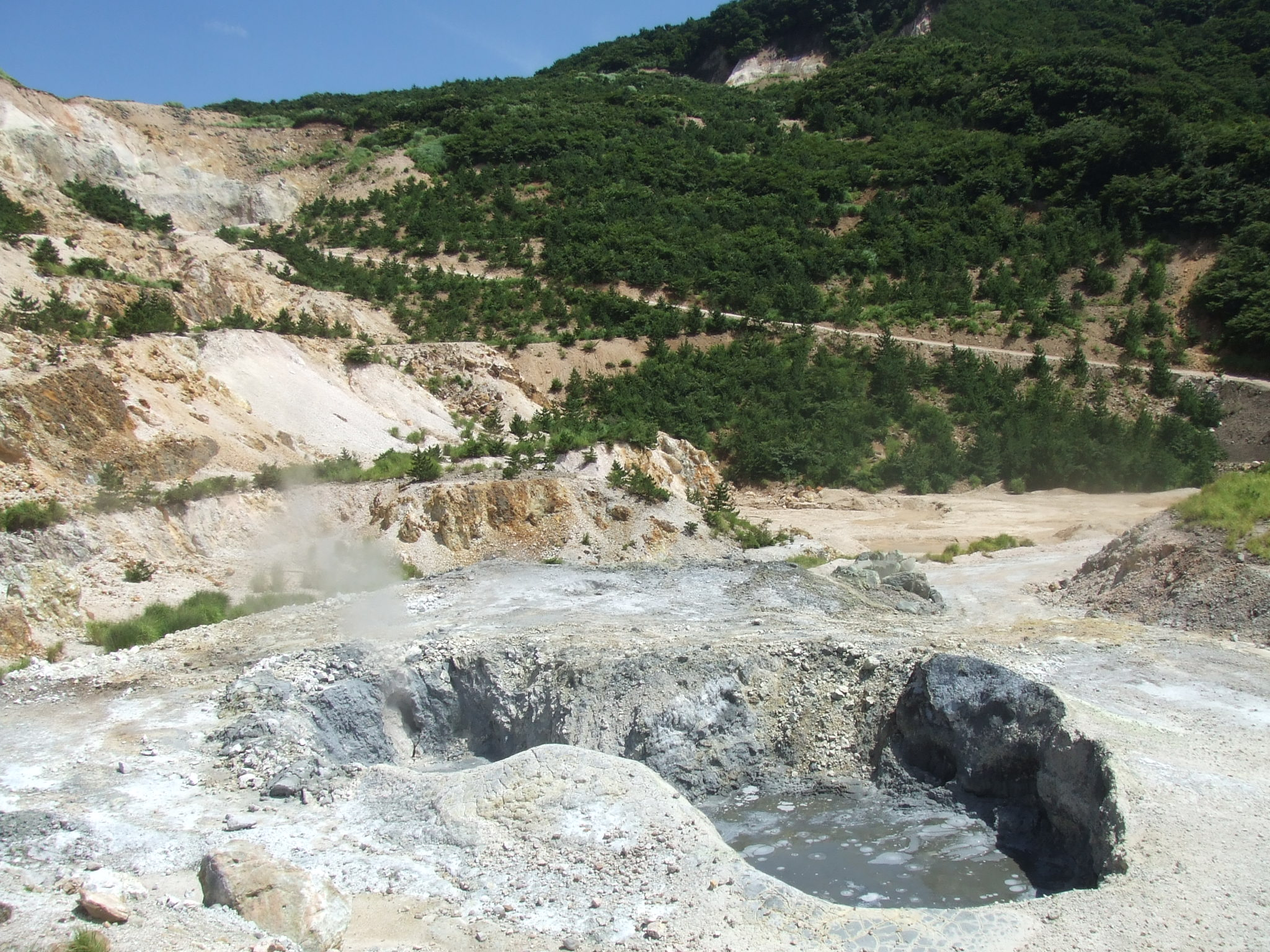
伽藍岳噴火口

入浴施設が1軒存在する。施設は浴槽まで全て木製で内湯と耐酸性のコンクリート製露天風呂、家族風呂を有する。そのため、建物の雰囲気は共同浴場にも近い。入浴施設の裏山には、源泉地である地獄地帯が広がる。地熱が高い場所は、ゴム製の靴底で歩くと溶ける場合があるという。降った雨がこの地獄地帯で温められてすぐに温泉になるため、湯量や温泉の成分の濃さは降雨量と密接に関係があるのが特徴である。冬期は積雪のため休業になる場合がある。
伽藍岳（1,045m）の火口は年々拡大傾向で噴気帯の活動も活発である。伽藍岳の火口（火口乃泉）は塚原温泉から徒歩5分くらいの標高800mに位置し、見学（近年有料化された）できるが、噴気帯は現在危険のため立ち入り禁止となっている。かつては噴気帯にスコップを持参して手掘りの湯船を作って入浴するマニアもいた。詳細は伽藍岳を参照のこと。火口がある周辺はシリカの露天掘り鉱山跡であり、1966年頃には珪酸白土鉱床が採掘されていた。

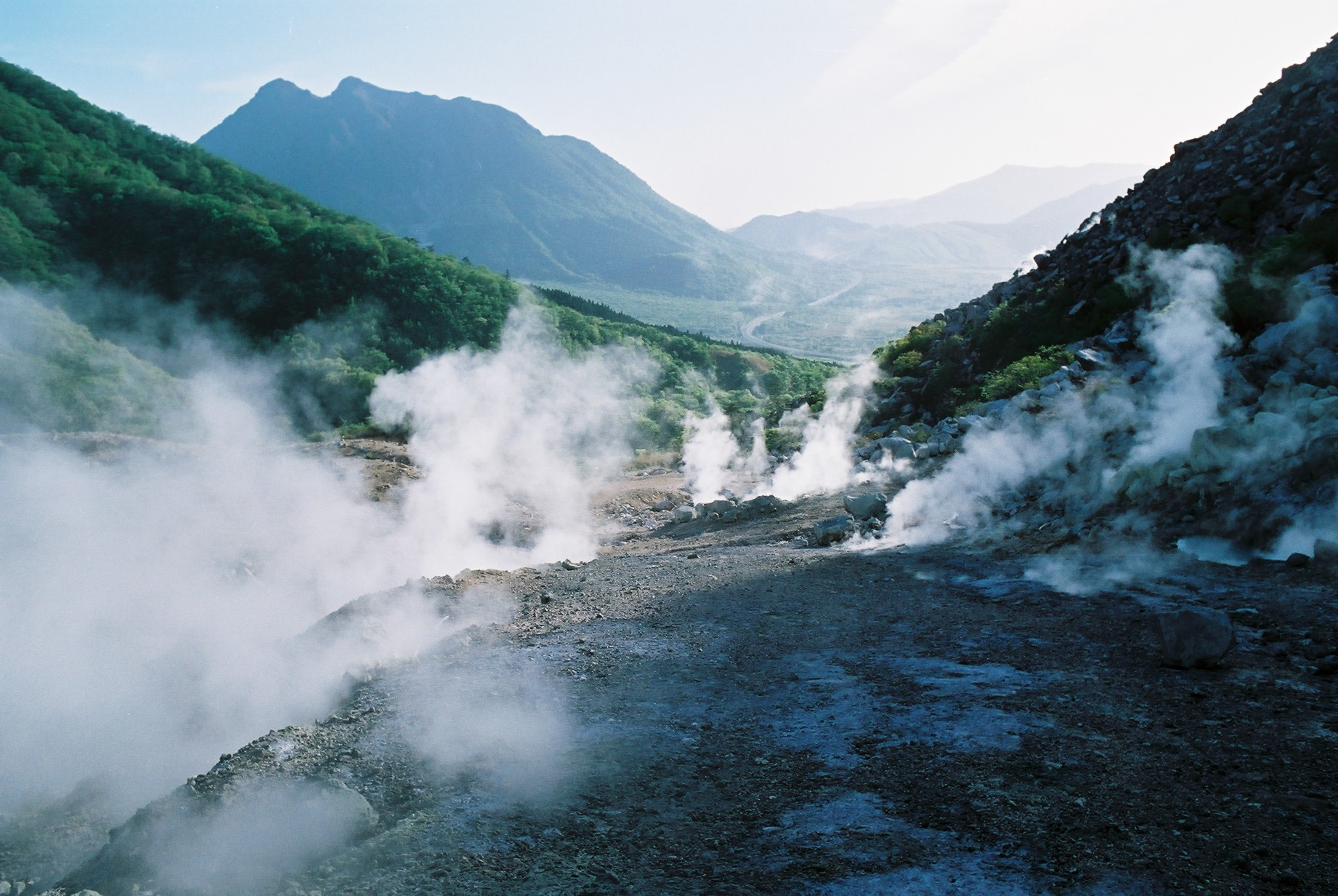
噴気帯

### 別府八湯の温泉源
2017年2月4日にNHK「ブラタモリ」でも紹介されたが、番組内で京都大学名誉教授由佐悠紀が「伽藍岳の地下に眠る熱水こそが別府八湯すべての温泉源であり、別府温泉すべてのお湯の供給源となっている」と説明した。

### 蒸し卵
伽藍岳噴気で約20時間蒸し、温泉の成分を染み込ませた蒸し卵で以下の特徴を有する。卵を目当てに来る客もおり、売り切れることもあるという。
- 燻製のような風味
- 殻を剥きやすい
- 防腐剤や食品添加物不使用

## 歴史
開湯は平安時代と言われる。かつては3軒の温泉旅館が存在したが、現在は入浴施設が1つのみである。大正時代には速見郡に点在する別府十湯の一つとされていたが、町村合併等により1924年（大正13年）に別府市が市制施行する頃までに、別府十湯から外れた。同時に由布院温泉もはずれ、現在の別府八湯の形となった。
2019年10月4日に、従来、「湯布院温泉」として国民保養温泉地に指定されていた由布院温泉、湯平温泉に、当温泉、庄内温泉、挾間温泉を加えた由布市内の5地域の温泉が、「湯布院温泉郷」として国民保養温泉地に拡充指定された。

## アクセス
- 鉄道：久大本線由布院駅よりタクシーで約20分。別府明礬温泉から30分程度。
- 高速道路：大分自動車道由布岳スマートインターチェンジ